# Herluf Bidstrup
Christian Hans Herluf Bidstrup, född 10 september 1912 i Berlin, död 26 december 1988 i Allerøds kommun, var en dansk tecknare.

## Biografi
Bidstrup föddes i Berlin som son till Hermond Bidstrup och Augusta Bidstrup (född Schmidt).Fadern till Bidstrup var dansk, och modern tysk. Paret träffades i Berlin, och familjen bodde där tills de flyttade tillbaka till Danmark när Bidstrup var fem år gammal.
Bidstrup började rita redan som liten. Hans far lärde honom, eftersom han också var tecknare. Bidstrups första karikatyr skapade han när han endast var elva år.
Efter att Bidstrup gått färdigt skolan, 1931, började han på Det Kongelige Danske Kunstakademi, och utbildade sig på skolan fram till 1935.Debuten gjorde han medan han gick på skolan, då han 1932 tecknade en humoristisk teckning till Berlingske. 
Några år efter det, 1936 blev han anställd av Berlingske för att teckna serien P. S. Kummerfryd. Efter endast 3-4 månader blev han dock sparkad, och började istället jobba för tidningen Social-Demokraten, där han publicerad en hel del av sina verk. Bidstrup blev fastanställd på tidningen. Han jobbade på tidningen och publicerade sedan även sina verk i den kommunistiska tidningen Land og Folk. År 1939 gifte sig Bidstrup med Ellen Magdalene Olsen (1917-1992) i Gent.
Bidstrup besökte Sovjetunionen för första gången 1952. Många av hans böcker och karikatyrer publicerades där. Han var en erkänd kommunist och hans teckningar ställdes till och med ut på ett museum i Moskva och år 1964 fick han Leninpriset. År 1976 fick asteroiden 3246 Bidstrup namn efter honom.
Bidstrup dog den 26 december 1988 i Allerøds kommun. Han är begravd på Lillerød Kirkegård.